# Hash Pipe
"Hash Pipe" (em português: Cachimbo de Haxixe) é uma música da banda americana de rock alternativo Weezer, lançada em 2001 no seu terceiro álbum, segundo homónimo, também conhecido como The Green Album. O single foi lançado a 18 de Junho de 2001, tendo sido a única música da Summer Songs of 2000 (SS2K) a conseguir entrar no álbum, apesar de "Dope Nose" e "Slob" terem sido lançados no álbum Maladroit.

## Base de criação
De acordo com uma entrevista feita ao vocalista dos Weezer Rivers Cuomo, "Hash Pipe" foi composta na mesma noite do single "Dope Nose" de Maladroit. A história conta que Rivers terá tomado "um conjunto de Ritalin mais três shots de tequila", passeou durante uns momentos e compôs as duas músicas. A música foi inspirada numa prostituta travesti conhecida por seguir pessoas em Santa Mónica, Califórnia.
O baterista dos Weezer Patrick Wilson apresenta-se na capa do CD da música a segurar um pacote de cigarros da Natural American Spirit, cuja imagem foi depois embaciada. Desde o final de 2001, a banda toca a música ao vivo com um solo de guitarra reformulado que já não segue a melodia dos versos. A melodia primária da música tem similaridades com "Fantasy" de Aldo Nova e "Kiss Me Deadly" de Lita Ford.

## Vídeo Musical
O vídeo da música foi realizado por Marcos Siega, sendo o primeiro de muitos vídeos dos Weezer que Siega viria a dirigir. No vídeo, os Weezer tocam enquanto um grupo de lutadores de sumo se apresentam em fundo. Por vezes mostram dois lutadores de sumo a lutar e numa altura do vídeo os lutadores surgem a tocar e cantar. No vídeo, o guitarrista Brian Bell faz um movimento em que se dobra para trás, levando a guitarra consigo, impulsionando depois as pernas no sentido em que ele se dobra. Este movimento é conhecido entre os fãs dos Weezer como "a dobragem impossível". De acordo com o mini livro que acompanha o DVD Video Capture Device, Siega foi abordado para evitar que a letra da música fosse relacionada com o vídeo, devido às referências feitas aos temas de prostituição e drogas.

## Lista de Faixas
Single Promocional Para Rádio
| N.º | Título      | Compositor(es) | Duração |  |
| 1.  | "Hash Pipe" | Rivers Cuomo   | 3:06    |  |

CD Retalho EUA/Disco Vinil 7" Single EUA (Vinil Preto)
| N.º | Título      | Compositor(es) | Duração |  |
| 1.  | "Hash Pipe" | Rivers Cuomo   | 3:06    |  |
| 2.  | "I Do"      | Rivers Cuomo   | 2:10    |  |

CD Retalho Reino Unido
| N.º | Título                        | Compositor(es) | Duração |  |
| 1.  | "Hash Pipe"                   | Rivers Cuomo   | 2:51    |  |
| 2.  | "Starlight"                   | Rivers Cuomo   | 3:35    |  |
| 3.  | "Hash Pipe" (Jimmy Pop Remix) | Rivers Cuomo   | 3:24    |  |
| 4.  | "Hash Pipe" (Vídeo CD-ROM)    | Marcos Siega   | 3:05    |  |

Disco Vinil 7" Single Reino Unido (Vinil Verde)
| N.º | Título                 | Compositor(es) | Duração |  |
| 1.  | "Hash Pipe"            | Rivers Cuomo   | 2:52    |  |
| 2.  | "Teenage Victory Song" | Rivers Cuomo   | 3:11    |  |

Disco Vinil 12" Single Promocional Remisturado EUA (Vinil Preto)
| N.º | Título                                         | Compositor(es) | Duração |  |
| 1.  | "Hash Pipe" (Jimmy Pop Remix)                  | Rivers Cuomo   | 3:24    |  |
| 2.  | "Hash Pipe" (Chris Vrenna's Kick Me Remix)     | Rivers Cuomo   |         |  |
| 3.  | "Hash Pipe" (Chris Vrenna's Under Glass Remix) | Rivers Cuomo   | 4:13    |  |

## Desempenho nas tabelas
| Top                                              | Melhor posição |
| ------------------------------------------------ | -------------- |
| Canadá - Billboard Canadian Hot 100              | 16             |
| Estados Unidos - Billboard Alternative Songs     | 2              |
| Estados Unidos - Billboard Mainstream Rock Songs | 24             |

## Pessoal
- Rivers Cuomo — guitarra principal, vocalista
- Patrick Wilson — percussão
- Brian Bell — guitarra rítmica, vocalista de apoio
- Mikey Welsh — baixo, vocalista de apoio
- Ric Ocasek — produtor